# Атопия
Атопия — склонность к чрезмерному иммунному ответу иммуноглобулина Е (IgE) на в целом безвредные вещества из окружающей среды. Клиническими проявлениями таких чрезмерных атопических реакций являются аллергические заболевания.
Часть причин атопии может крыться в наследственности. Тем не менее, именно контакт с аллергеном или раздражителем является непосредственной причиной реакции гиперчувствительности (зачастую, после повторного воздействия). Психологическая травма матери в период внутриутробного развития плода также может быть сильным индикатором развития атопии.
Термин «атопия» был введён Артуром Ф. Кокой и Робертом Куком в 1923 году Многие врачи и учёные используют термин «атопия» для обозначения любой реакции, в которой участвует IgE (даже той, которая пропорциональна антигену). Однако, многие педиатры ограничивают использование слова «атопия», обозначая им только генетически опосредованную предрасположенность к избыточной реакции IgE. Сам термин происходит от греческого ἀτοπία, означающего «состояние неуместности», «абсурдность».

## Признаки и симптомы
Атопическая сенсибилизация (гиперчувствительность) предполагается при положительной IgE- реакции или реакции на прик-тест к любому распространённому аллергену из пищи или из воздуха. Атопическими состояниями считаются: атопический дерматит, аллергический ринит (сенная лихорадка), аллергическая астма, атопический кератоконъюнктивит. Вероятность одновременного наличия астмы, ринита и атопического дерматита у людей с атопией в 10 раз выше, чем можно было бы ожидать в случайной выборке. Атопия чаще встречается у людей с рядом различных диагнозов, таких как эозинофильный эзофагит и чувствительность к глютену, не связанная с целиакией.
Аллергические реакции могут варьироваться от чихания и ринореи до анафилаксии и даже смерти.

## Патофизиология
При аллергической реакции начальное воздействие безвредного вещества извне, известного как аллерген, вызывает выработку специфических IgE-антител активированными В-клетками. Эти IgE-антитела связываются с поверхностью тучных клеток через высокоаффинные рецепторы IgE, что само по себе не связано с клиническим ответом. Однако при повторном воздействии аллерген связывается с мембраносвязанным IgE, который активирует тучные клетки, высвобождая различные медиаторы. Эта реакция гиперчувствительности типа I лежит в основе симптомов аллергических реакций, которые варьируются от чихания и ринореи до анафилаксии. Аллергенами могут быть различные вещества, например, пыльца, перхоть, пылевые клещи и пищевые продукты.

## Причины
Атопические реакции обусловлены локализованными реакциями гиперчувствительности на аллерген. Атопия имеет сильный наследственный компонент. В одном исследовании делается вывод, что риск развития атопического дерматита (3%) или атопии в целом (7%) «увеличивается в два раза, когда каждый член семьи первой степени родства уже страдает атопией». Кроме того, материнский стресс и перинатальное программирование всё чаще понимаются как коренная причина атопии; при этом отмечается, что «… травма может быть особенно сильным потенциатором (усилителем) каскада биологических событий, которые повышают уязвимость для атопии и могут помочь объяснить обнаруженный повышенный риск среди малообеспеченного городского населения».
Считается, что факторы окружающей среды также играют роль в развитии атопии. «Гигиеническая гипотеза» является одной из моделей, которая может объяснить резкий рост заболеваемости атопическими заболеваниями; хотя эта гипотеза неполна, а в некоторых случаях противоречива. Эта гипотеза предполагает, что чрезмерная «чистота» в среде младенца или ребёнка может привести к снижению количества инфекционных стимулов, необходимых для правильного развития иммунной системы. Уменьшение воздействия инфекционных раздражителей может привести к дисбалансу между элементами инфекционной («защитной») реакции и элементами аллергической реакции («ложная тревога») в иммунной системе.
Некоторые исследования также предполагают, что материнская диета во время беременности может быть причинным фактором атопических заболеваний (включая астму) у потомства. Предполагается, что потребление антиоксидантов, определённых липидов или средиземноморская диета могут помочь предотвратить атопические заболевания.
Шведское исследование под названием «Атопия у детей из семей с антропософским образом жизни» («Atopy In Children Of Families With An Anthroposophic Lifestyle»), в котором сравнивается уровень заболеваемости бронхиальной астмой, аллергией, дерматитом и другими атопическими заболеваниями среди учеников школы Штейнера и учеников государственных школ, впервые появилось в выпуске от 1 мая 1999 г. из британского медицинского журнала The Lancet. Полученные данные показали, что ученики школы Штайнера подвергались «значительно меньшему риску атопии», чем дети, посещающие государственные школы. Исследователи изучили множество факторов в жизни учеников школы Штайнера, которые могли способствовать более низкому уровню атопии, в том числе грудное вскармливание, снижение иммунизации, отказ от антибиотиков и лекарств, снижающих температуру, потребление биодинамических и органических продуктов. и другие физические аспекты жизни детей.
Многоцентровое исследование PARSIFAL, проведённое в 2006 году с участием 6630 детей в возрасте от 5 до 13 лет в 5 странах Европы, показало, что сокращение использования антибиотиков и жаропонижающих средств связано с уменьшением риска аллергических заболеваний у детей.

### Генетика
Существует сильная генетическая предрасположенность к атопической аллергии, особенно по материнской линии. Из-за убедительных семейных данных исследователи попытались картировать гены предрасположенности к атопии. Гены атопии (C11orf30, STAT6, SLC25A46, HLA-DQB1, IL1RL1/IL18R1, TLR1/TLR6/TLR10, LPP, MYC/PVT1, IL2/ADAD1, HLA-B/MICA) как правило, участвуют в аллергических реакциях. или других компонентов иммунной системы. Ген C11orf30, по-видимому, наиболее важен для атопии, поскольку он может повышать восприимчивость к полисенсибилизации.

### Золотистый стафилококк
Отбеливающие ванны обеспечивают временный контроль над экземой. Ципрофлоксацин является аллергеном, который может вызывать контактный дерматит, симптомы которого неотличимы от экземы. Мутации филаггрина связаны с атопической экземой и могут способствовать чрезмерной сухости кожи и потере барьерной функции нормальной кожи. Возможно, что мутации филаггрина и потеря нормального кожного барьера обнажают щели, которые позволяют золотистому стафилококку колонизировать кожу. Атопическая экзема часто связана с генетическими дефектами генов, контролирующих аллергические реакции. Таким образом, некоторые исследователи предположили, что атопическая экзема является аллергической реакцией на усиление колонизации кожи золотистым стафилококком. Отличительным признаком атопической экземы является положительная реакция в виде волдырей и воспалений на кожный тест на антигены стафилококка золотистого. Кроме того, несколько исследований задокументировали, что IgE-опосредованный ответ на стафилококк присутствует у людей с атопической экземой.

## Изменения распространённости с течением времени
У взрослых распространённость сенсибилизации IgE к аллергенам клещей домашней пыли и кошек, но не травы, по-видимому, со временем снижается по мере старения людей. Однако биологические причины этих изменений до конца не изучены.

## Лечение
Лечение атопических расстройств зависит от того, какой орган (или органы) поражён. Они могут варьироваться от местных вариантов лечения, часто топических кортикостероидов, до вариантов системного лечения пероральными кортикостероидами, биологическими препаратами (например, омализумаб, меполизумаб) или аллерген-специфической иммунотерапией.